# Anderton, Cheshire
Anderton är en ort i civil parish Anderton with Marbury, i distriktet Cheshire West and Chester, i grevskapet Cheshire, i England. Anderton var en civil parish 1866–1988 när blev den en del av Anderton with Marbury. Civil parish hade 410 invånare år 1971.